# 駆逐艦ベッドフォード作戦
『駆逐艦ベッドフォード作戦』（くちくかんベッドフォードさくせん、英: The Bedford Incident）は1965年の、冷戦を舞台にした映画。主演はリチャード・ウィドマーク、シドニー・ポワティエで、リチャード・ウィドマークは製作にも共同で加わっている。その他のキャストはマーティン・バルサム、エリック・ポートマンらで、初期のドナルド・サザーランドも出演している。この映画はマーク・ラスコヴィッチの1963年の小説に基づいており、ハーマン・メルヴィルの『白鯨』を下敷きにしている。
脚本はジェームズ・ポー、監督は当時はスタンリー・キューブリック映画の製作者として著名だったジェームズ・ハリスである。ハリスは、キューブリックとの9年におよぶ協力関係を解消したばかりだった。解消直後の1963年にキューブリックは、『駆逐艦ベッドフォード作戦』との共通する部分のある『博士の異常な愛情』を作っている。

## あらすじ
アメリカ海軍の駆逐艦ベッドフォードは、グリーンランド沿岸のGIUKギャップでソビエト連邦の潜水艦を発見した。戦時でないにもかかわらず、また民間人の通信員ベン・マンスフォード（ポワチエ）とNATO海軍アドバイザーで第二次世界大戦当時のUボート艦長ヴォルフガング・シュレプケ代将が警告したにもかかわらず、艦長のエリック・フィンランダー（ウィドマーク）は情け容赦なく獲物を追い立てる。また、未熟な若い士官ラルストン少尉（ジェームズ・マッカーサー）は、小さなミスを絶えず艦長から詰られていた。
マンスフォードは海軍の駆逐艦内の生活を記事するためということで乗艦していたが、本当の関心は最近将官への昇進が見送られたフィンランダー艦長にあり、その理由を知りたがっていた。マンスフォードは、民間人にもかかわらず専門外のことに鼻を突っ込み、あまつさえ危険で不必要な敵対行動を続ける艦長の決定に異を唱えたため、フィンランダーからますます敵視されるようになる。
乗組員は容赦ない追跡によって疲労を募らせていた。ベッドフォードとソビエト潜水艦の対決はついに衝突事故に発展し、フィンランダー艦長はベッドフォードを安全な距離まで後退させるよう命じた。その時、緊張の極にあったラルストン少尉は、艦長の何気ない「奴が発射したらこちらも発射だ（"If he fires one, I'll fire one"）」という会話を命令と聞き違えて、「発射!（"Fire one, aye!"）」と復唱して通常弾頭のアスロック（ASROC:Anti-Submarine ROCket）の発射ボタンを押してしまう。標的は攻撃されたことを知り、沈められる前に駆逐艦に対して4本の魚雷を発射した。ソナー操作員は水中爆発を観測し、（おそらく続いて起こるであろうことを考えて）悲しげな態度を見せた。フィンランダーは初め、対抗策を講じることによってソビエトの反撃を避けようとしたが、マンスフォード以外の全員が、近づいてくる魚雷が核兵器であることに気づいた。フィンランダーは生涯の最後の数秒、避けられない事態に打ちのめされ、職責を放棄し、後悔の思いを露わにする。映像は、何人もの乗組員の静止画像が、セルロイドフィルムが燃えるときのように溶けていく様を見せることで、ベッドフォードとその乗組員が蒸発したことを示唆する。映画の最後に映し出されるのは、魚雷爆発によってそびえ立つ、象徴的なきのこ雲である。

## キャスト
※括弧内は日本語吹替（初回放送1972年10月29日『日曜洋画劇場』）
- フィンランダー艦長：リチャード・ウィドマーク（大塚周夫）
- マンスフォード：シドニー・ポワチエ（田中信夫）
- ポッター少佐：マーティン・バルサム（小林修）
- ラルストン少尉：ジェームズ・マッカーサー（仲村秀生）
- シュレプケ代将：エリック・ポートマン
- ケフル：ウォーリー・コックス
- アリソン中佐：マイケル・ケイン
- ジョーンズ：コリン・メイトランド
- ハッカー大尉：エド・ビショップ
- ナーネイ医務員：ドナルド・サザーランド

## 製作
『駆逐艦ベッドフォード作戦』は大部分をイングランドのシェパートン・スタジオで撮影されたが、海上で撮影された部分もある。ロシアの情報収集艦を演じた船（キリル文字でなく英語の文字が艦側に書かれている）の場面や、イギリス海軍のフリゲート、HMSウェイクフルがベッドフォードを演じている場面などである。別のイギリス海軍フリゲート、HMSトラウブリッジの上で撮られたシーンもある。
USSベッドフォード（DLG-113）は架空のミサイル駆逐艦である。ベッドフォードという名、あるいは番号DLG-113を持つアメリカ軍艦は存在しない。ベッドフォードの役を演じたのはファラガット級駆逐艦である。